# Spoorlijn aansluiting Rethel - aansluiting Dora
De spoorlijn aansluiting Rethel - aansluiting Dora is een Duitse spoorlijn en is als spoorlijn 2402 onder beheer van DB Netze. 

## Geschiedenis
Het traject werd door de Rheinische Eisenbahn-Gesellschaft geopend op 1 januari 1877. Na sluiting van het rangeerstation van Düsseldorf-Derendorf is het goederenvervoer op de lijn opgeheven.

## Aansluitingen
In de volgende plaatsen is of was er een aansluiting op de volgende spoorlijnen:
aansluiting Rethel
DB 2410, spoorlijn tussen Düsseldorf-Lierenfeld en Düsseldorf-Derendorf
aansluiting Dora
DB 2403, spoorlijn tussen Düsseldorf-Derendorf en de aansluiting Dora
DB 2422, spoorlijn tussen de aansluiting Dora en Düsseldorf-Grafenberg
DB 2550, spoorlijn tussen Aken en Kassel

## Elektrische tractie
Het traject werd in 1963 geëlektrificeerd met een wisselspanning van 15.000 volt 16 2/3 Hz.